# シャトゥーン ヒグマの森
『シャトゥーン ヒグマの森』（シャトゥーン ヒグマのもり）は、増田俊也による日本の小説。第5回『このミステリーがすごい!』大賞優秀賞を受賞し、2007年2月10日に宝島社から刊行された。

## 概要
アニマルパニック小説かつサバイバル小説であり、野性のヒグマを圧倒的な存在感でリアルに描く作品。人間が次々とヒグマに襲われ、生きたまま肉を食いちぎられ骨を砕かれるといった残酷なシーンが生々しく描写されている。そのリアルさは選考会でも評価が分かれたが、読者の間でも評価する層と否定する層に分かれている。また、このようなヒグマを生み出した原因は生態系を破壊した人間にあるということも本作では述べられている。
ヒグマがその気配を見せながらも姿をなかなか現さないところに『ジョーズ』の影響が、主役とヒグマとの最後の格闘シーンに『エイリアン』の影響が見てとれる。増田自身も映画好きであり、本作においてこの2作品の影響を受けたことを話している。
主人公の土佐薫のキャラクター設定には小島慶子（元TBSアナウンサー）との共通点が多く「モデルはではないか」との意見があったが、小島がパーソナリティをつとめるTBSラジオ『小島慶子 キラ☆キラ』において、作者の増田本人が番組内でそのことを認めている。

## ストーリー
舞台は日本最北の樹海が広がる北海道大学の天塩研究林。
そこに勤める鳥類学者のもとで年末年始を過ごそうと、彼の親族や学者仲間たちが集まっていた。そこへ、ヒグマに襲われた密猟者が逃げ込んでくるが、車は横転してしまい動かず、電話も通じない。小屋に集った人々は完全に孤立してしまう中、体重350kgを超す巨大なヒグマが迫る。小屋は破壊され、1人、また1人と目の前で仲間たちがヒグマに食われていく。残った者たちは必死に脱出を試みるが、猛吹雪に見舞われ、マイナス40度の中で執拗に追ってくるヒグマと戦い続ける。

## 漫画
奥谷通教作画により、『ビジネスジャンプ』（集英社）にて、2008年15号から2009年14号まで連載された（全3巻）。

### 主な登場人物
土佐薫（とさ かおる）
テレビ局に勤める報道記者。元北海道大学動物学研究員で、鳥類を研究していた。専門はオオワシ。
土佐昭（とさ あきら）
薫の双子の弟。動物学研究者。
土佐美々（とさ みみ）
薫の娘。
瀬戸祐介（せと ゆうすけ）
記者。薫の後輩で、薫へ密かに想いを寄せている。
エスコ・バーヤネン（えすこ ばーやねん）
動物学研究者。フィンランド出身。土佐姉弟や眞伊子とは大学の同期で、「エス」の愛称で呼ばれている。眞伊子の婚約者。2番目の犠牲者。
小野眞伊子（おの まいこ）
鳥類研究者。エスの婚約者で、妊娠中。3番目の犠牲者。
西良明（にし よしあき）
密猟者。ヒグマを手負いにして凶暴化させた張本人。
高橋一志（たかはし かずし）
密猟者。最初の犠牲者。ヒグマに襲われ、助けを求めた西にバードショットで撃たれた。

### ヒグマ
TF4／ギンコ
一行を襲った巨大な雌の羆。羆には珍しい灰色の毛色、頭から背中にかけての白に近い銀毛、曲がった右前肢第一指が特徴的な個体。仔連れのシャトゥーン。
ギンコという愛称は先述の特徴的な毛色に由来する。TF4は天塩のT、雌（FEMALE）のF、4は捕獲された順番に由来するもので、「天塩の4番目の雌」という意味である。
小熊の頃、当時大学院生だった薫と昭によって発信器追跡調査のため一時的に捕獲された。右前肢が曲がっているのは、捕獲の際に暴れたことによる骨折の名残であり、この治療を経て放獣された。
放獣後は社有林で暮らしていたものの、大規模な殺鼠剤の散布により食物が無くなり、飢えた仔熊を連れて研究林に戻って来ていた。そんな折に西と高橋を襲って人間の味を覚え、次々と人間を襲うようになる。

### 書誌情報
- 奥谷通教『シャトゥーン〜ヒグマの森〜』集英社〈ヤングジャンプ・コミックス〉、全3巻
  1. 2008年12月19日発売 ISBN 978-4-08-877573-9
  2. 2009年4月17日発売 ISBN 978-4-08-877632-3
  3. 2009年9月18日発売 ISBN 978-4-08-877726-9